# HeliCops – Einsatz über Berlin
HeliCops – Einsatz über Berlin is een Duitse actieserie uitgezonden door Sat.1 in 1998–2001.
De serie bestond uit een pilotaflevering, drie seizoenen met in totaal 34 afleveringen, en een special.